# Танюг
Информацио́нное аге́нтство «Танюг» (серб. Танјуг) — государственное информационное агентство Сербии (ранее — Югославии).

## История

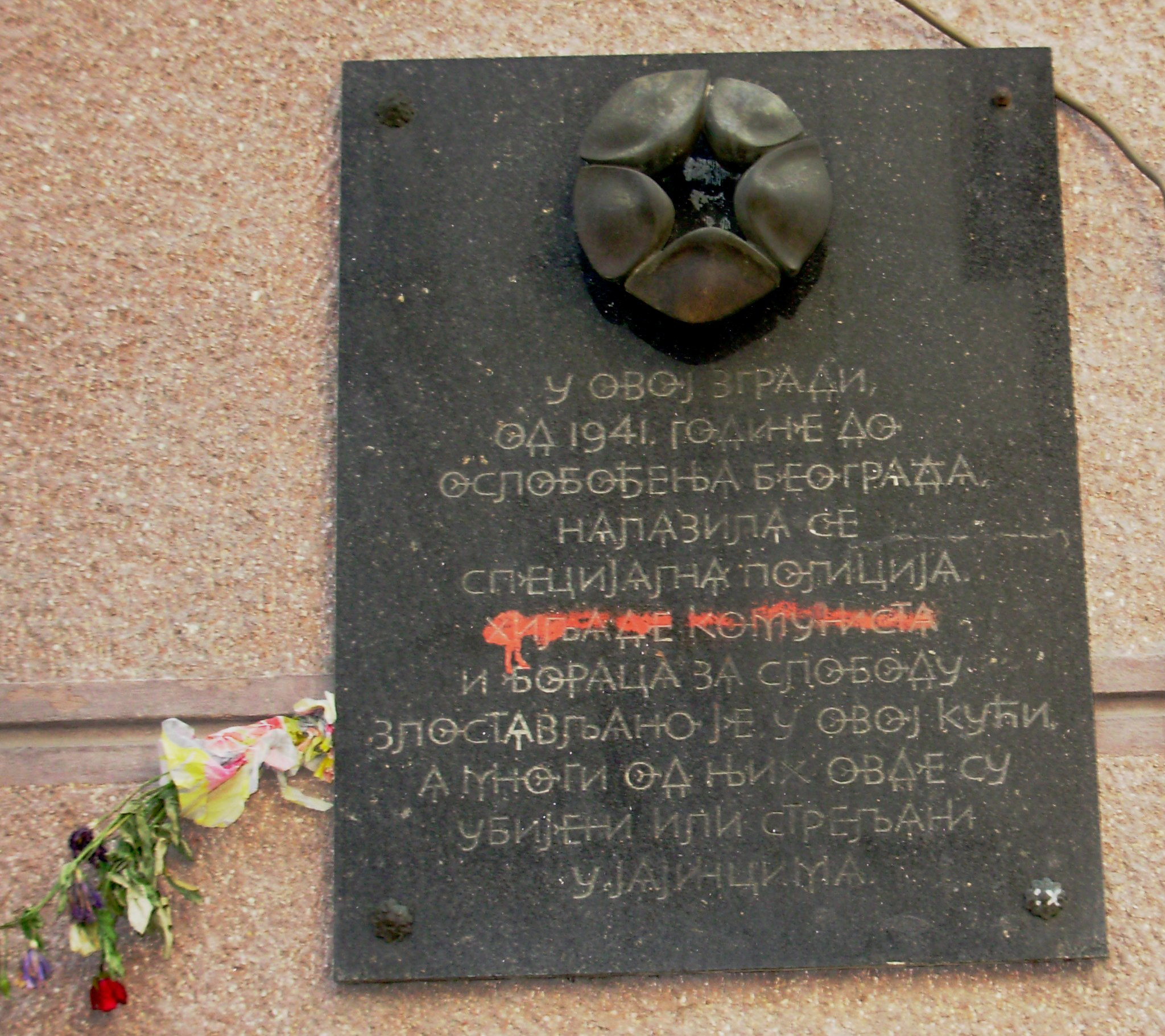
Мемориальная доска на здании агентства

Было основано 5 ноября 1943 года в городе Яйце бывшей Югославии (ныне — Босния и Герцеговина) с целью информирования о борьбе партизан во Второй мировой войне, которую вели югославские коммунисты под руководством Йосипа Броз Тито. Основателем агентства был Моша Пияде, а первым директором — Владислав Рибникар. С 1944 года агентство находилось в Белграде. 
Название является акронимом от полного оригинального названия Telegrafska agencija nove Jugoslavije (Телеграфное агентство новой Югославии). Окончательному названию Танюг предшествовали несколько ранних:
- Тасюг — Телеграфное агентство свободной Югославии,
- Нотасюг — Информационное телеграфное агентство свободной Югославии,
- Нотанюг — Информационное телеграфное агентство новой Югославии,
- Тенаной — Телеграфное новостное агентство Новой Югославии.

С 1975 и до середины 1980-х годов, Танюг было одним из ведущих агентств Non-Aligned News Agencies Pool (NANAP) Движения неприсоединения. 
После распада СФРЮ, с 1992 года, Танюг было агентством Союзной Республики Югославии, с 2003 года — Информационным агентством Государственного союза Сербии и Черногории, а с 2006 года — национальным агентством Республики Сербии.
В начале ноября 2015 года появилась информация о закрытии Танюг с 31 октября 2015 года в связи с его неудавшейся приватизацией. Однако деятельность агентства не была полностью прекращена. В начале 2017 года государственный секретарь Министерства культуры и информации Сербии Нино Бражович опроверг информацию о закрытии Танюг и выразил надежду, что проблемы агентства будут решены посредством государственно-частного партнёрства.
В здании агентства Танюг в годы Второй мировой войны находились специальная полиция и тюрьма, о чем свидетельствует памятная доска на стене здания.